# Provincia de Ninh Thuận
Ninh Thuan (en vietnamita: Ninh Thuận) fue una de las provincias que conformaban la organización territorial de la República Socialista de Vietnam. Existió desde 1992 hasta su fusión con la provincia de Khánh Hòa en 2025.

## Geografía
Ninh Thuan se localiza en la región del Sureste (Đông Nam Bộ). La provincia mencionada posee una extensión de territorio que abarca una superficie de 3.360,10 kilómetros cuadrados.

## Demografía
La población de esta división administrativa es de 562.300 personas (según las cifras del censo realizado en el año 2005). Estos datos arrojan que la densidad poblacional de esta provincia es de 167,35 habitantes por cada kilómetro cuadrado.